# Чинурі

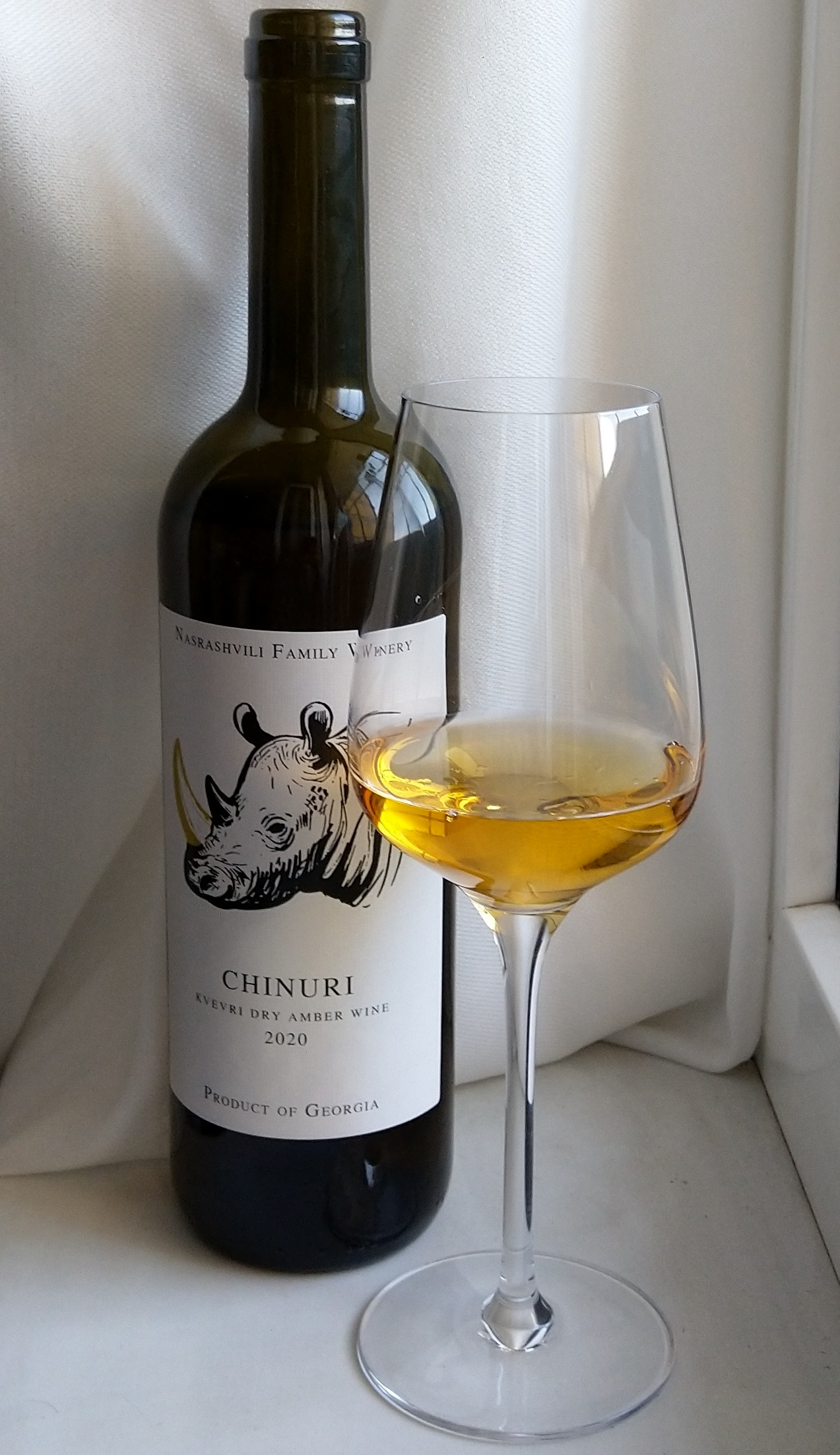
Вино з винограду чинурі вироблене за кахетинською технологією

Чинурі (груз. ჩინური, англ. Chinuri) — сорт білого винограду з Грузії.

## Історія
Вважається, що чинурі виник з диких сортів шляхом селекції в зоні Картлі. Цю думку підтверджують морфолого-біологічні характеристики сорту, такі як будова пагона, листка, тип квітки, кількість тичинок (5 і більше), конституція грона, форма ягоди, колір і консистенція, кількість насіння в ягоді й структура. Також сила росту лози, послідовність її біологічних фаз, тривалість вегетаційного періоду та пізнє дозрівання винограду. Все це характерне для картльських сортів винограду.

## Розповсюдження
Сорт розповсюджений у регіоні Картлі. Дуже невелика кількість виноградників є у Кахетії, Імеретії та Абхазії. Загальна площа виноградників в Грузії приблизно 725,44 га.

## Характеристики сорту

### Ботанічний опис
Молодий пагін (13-15 см) округлий, з боку сонця яскраво-зелений. Злегка вкритий білувато-сірим волохатим пухом. Однорічний пагін має середню товщину, округлу форму і до моменту повного дозрівання стає яскраво-коричневим або темно-фіолетовим. 
Лист округлої форми, середнього розміру, довжиною близько 16,5-17,8 см і шириною 16,4-17,5 см, яскравого зеленувато-жовтого забарвлення. Розріз черешка листа відкритий, схожий на дугу, з квадратною основою, рідко — ліроподібний. Верхній розріз досить глибокий, іноді закритий, або еліптичний, або яйцеподібний, із загостреною основою. Як правило, листок трилопатевий, рідше п'ятилопатевий.
Квітка двостатева з нормально розвиненими маточкою і тичинками. Тичинки зазвичай довші за маточку, іноді рівні. У квітці 5-6 тичинок, але можна зустріти й сім. У суцвітті близько 200-350 квіток.
Гроно переважно циліндричної форми; іноді конусно-циліндричне з «крилом», яке часто досягає половини довжини грона. Гроно зазвичай характеризується середньою щільністю або не щільне. Довжина від 14,2 до 23 см, середня — 17-18 см, ширина 6,5-13,5 см, середня ширина 9-10 см. Квітконіжка грона довжиною 3-3,5 см, дерев'яніє до моменту дозрівання винограду. Вага грона чинурі становить приблизно 172-175,5 г і зазвичай складається з 68-78 ягід. На пагоні два грона, рідше одне або три.
Ягода щільно з'єднана з квітконіжкою. До моменту повного дозрівання ягода набуває зеленувато-жовтого або бурштинового забарвлення. Ягоди середнього розміру, округлої або овальної форми. Середня частина широка, має закруглений кінець і симетрична. Зазвичай має довжину 14-18 мм і ширину 13-17,5 мм. Довжина великих ягід 20 мм, а ширина – 18,5 мм. Шкірка легко відокремлюється від м'якоті, яка м'ясиста і досить соковита, має приємний солодкий смак. Шкірка вкрита воскоподібними плямами.
Насіння. У ягоді від одного до чотирьох насінин, частіше 2-3. Довжина насіння 5,87 мм, а ширина – 4,5-5,2 мм. Колір яскраво-коричневий, злегка червонуватий; зсередини жовтуватий. Основа злегка овальна і розміщена посередині задньої частини. Задня сторона гладка і злегка зморшкувата до основи. Кінчик яскраво-жовтий, довжиною близько 2 мм. У 100 ягодах міститься 220-230 насінин масою 8,5 г, з яких 28 % мають одну кісточку, 35 % — дві, 22 % — три й 15 % — чотири.

### Агротехнічний опис
Вегетаційний період від бутонізації до повного дозрівання винограду, становить 180-191 діб, залежно від теруару. Бутонізація чинурі відбувається в середині квітня. Цвіте переважно в першій половині червня, а масове дозрівання починається з середини жовтня. Лоза скидає листя приблизно 20-25 листопада. В сприятливих екологічних умовах чинурі дуже врожайний. Починає плодоносити на другий або частіше на третій рік, на промислові об'єми врожайність виходить з четвертого або п'ятого року. 
Для отримання високоякісного матеріалу для столового вина збирання врожаю проводять в другій декаді жовтня (15-20 жовтня), коли виноградний сік містить 21-22 % цукру і 8-9 % загальної кислотності — для столового вина. Для виробництва ігристого вина врожай збирають у першій декаді жовтня, коли сік містить 18 % цукру і 9-10 % загальної кислотності.
Чинурі демонструє досить непогану стійкість до грибкових захворювань. Стійкість до філоксери вища, ніж в інших грузинських сортів винограду.
Чинурі не характеризується великою примхливістю до екологічних умов. Успішно культивується як на рівнинах, так і на схилах; на кам'янистих, глинистих, піщаних та кальцієво-карбонатних ґрунтах. Але кращі показники демонструє біля річок, на південних або південно-східних схилах, що складаються з досить значної кількості карбонатів, на каменистих ґрунтах.

## Характеристики вина
З чинурі зазвичай виготовляють ігристі вина досить високої якості. Також використовується для виготовлення сухих білих вин як за традиційною, так і за кахетинською технологією. Іноді використовується як столовий сорт. Вина з цього сорту винограду відрізняються підвищеною кислотністю та фруктовим букетом.

## Синоніми
У Картлі сорт також відомий під назвами «каспурі», «каспурі білий».